# Guerra polacco-cosacco-tartara
La guerra polacco-cosacco-tartara fu un conflitto fomentato dall'Impero ottomano contro la Confederazione polacco-lituana mosso da un'alleanza tra i cosacchi ucraini ed i tatari del Khanato di Crimea. La guerra seguì la guerra russo-polacca (1654-1667) e funse da preludio per il nuovo conflitto "ufficiale" tra la Confederazione e la Sublime porta: la guerra polacco-ottomana (1672-1676).

## Il conflitto
Nel 1666 Petro Doroshenko, Atamano della Riva destra ucraina intenzionata a mantenere il controllo sulla regione a discapito della crescente influenza della Confederazione polacco-lituana e dello zar di Moscovia, risolse di allearsi con il sultano Mehmed IV divenendo vassallo degli ottomani.
La mossa di Petro era dovuta all'allora debolezza sul suolo ucraino della presenza polacco-lituana. La Confederazione era infatti uscita notevolmente indebolita dai recenti conflitti: la rivolta di Khmelnytsky, il Diluvio ed il recente conflitto contro i russi. Della situazione vollero approfittare anche i tatari che decisero di allearsi con l'atamano Petro. L'alleanza cosacco-tartara venne però stroncata dal Grand Hetman Jan Sobieski che bloccò le scorrerie del biennio 1666-67 e sconfisse le forze di Petro nella battaglia di Podhajce (1667).
Nel 1670 la situazione in Ucraina tornò a farsi tesa. Istanbul mise un nuovo khan al potere in Crimea, Selim I Giray, estromettendo il filo-polacco Adil Giray. Selim e l'Atamano Petro si allearono contro la Confederazione ma vennero nuovamente sconfitti dal grand hetman Sobieski.
Khan Selim chiese l'aiuto del sultano contro le forze della Confederazione, dando ad Istanbul il casus belli per l'avvio della Terza guerra polacco-ottomana. Lo stesso Doroshenko si alleò nel 1672 alle forze del sultano, entrando nel nuovo conflitto turco contro la Confederazione.

### Cronotassi delle battaglie
- Battaglia di Brahiłowem (19 dicembre 1666)
- Battaglia di Podhajce (6 ottobre-16 ottobre 1667)
- Battaglia di Bratzlav (26 agosto 1671)
- Battaglia di Kalnikiem (21 ottobre 1671)